# Munizipalität Achmeta
Die Munizipalität Achmeta (georgisch ახმეტის მუნიციპალიტეტი, Achmetis munizipaliteti) ist eine Verwaltungseinheit (etwa entsprechend einem Landkreis) in der Region Kachetien im Osten Georgiens.

## Geografie
Verwaltungszentrum der Munizipalität ist die Stadt Achmeta. Die Fläche beträgt 2207,6 km².
Im Westen wird die Munizipalität Achmeta von den Munizipalitäten Duscheti und Tianeti der Region Mzcheta-Mtianeti, im Norden und Nordosten von den Republiken Tschetschenien und Dagestan der Russischen Föderation, im Südosten von der Munizipalität Telawi und im Süden von der Munizipalität Sagaredscho begrenzt.
Der Süden der Munizipalität, in dem sich alle größeren Ortschaften befinden, nimmt den oberen Teil des Alasani-Tals ein. Den zentralen Teil quert in West-Ost-Richtung der Hauptkamm des Großen Kaukasus, der dort eine Höhe von etwa 3000 bis 3500 m erreicht; mit dem 3578 m hohen Schawiklde an der östlichen Grenze zu Russland. Das Gebiet nördlich des Haupt- und Wasserscheidekammes, genannt Tuschetien, gehört bei Annahme des dortigen Verlaufs der innereurasischen Grenze somit bereits zu Europa. Es wird von den Flüssen Tuschetis Alasani und Pirikiti Alasani durchquert, die sich kurz vor der Querung der Staatsgrenze zu Russland zum Andijskoje Koisu vereinigen. Im Norden wird Tuschetien vom Tuschetischen Kamm entlang der Staatsgrenze abgeschlossen, der mit Gipfeln wie Tebulosmta (4493 m, höchster Berg des Ostkaukasus, ganz im Nordwesten der Munizipalität an der Grenze zu Russland und zur Munizipalität Duscheti), Komito (4261 m) und Diklosmta (4285 m) den Hauptkamm in diesem Teil des Gebirges erheblich überragt.
Tuschetien ist von Achmeta auf dem Territorium der Munizipalität nicht per Straße erreichbar; als einzige überquert die Nationalstraße Sch44 (შ44) weiter östlich, aus Richtung der Munizipalität Telawi den Hauptkamm über den 2984 m hohen Orizqali-Pass.

## Bevölkerung und Verwaltungsgliederung
Die Munizipalität hat 28.900 Einwohner (Stand: 2021). 2014 betrug die Einwohnerzahl 31.461; das war fast ein Viertel weniger als bei der vorangegangenen Volkszählung 2002 (41.641).
Bevölkerungsentwicklung
Anmerkung: Volkszählungsdaten

Die größten Ortschaften neben der Stadt Achmeta (7105 Einwohner) sind mit jeweils über 2000 Einwohnern die Dörfer  Duissi, Kwemo Alwani, Matani und Semo Alwani (2014).
Die Munizipalität gliedert sich in den eigenständigen Hauptort Achmeta sowie 15 Gemeinden (georgisch temi, თემი beziehungsweise bei nur einer Ortschaft einfach „Dorf“, georgisch sopeli, სოფელი) mit insgesamt 107 Ortschaften. Von diesen haben allerdings 51 keine ständigen Einwohner; es handelt sich überwiegend um faktisch aufgegebene kleine Dörfer in der Gemeinde Tuscheti (auch Omalo nach dem Hauptort genannt), die der entlegenen Bergregion Tuschetien im Norden der Munizipalität entspricht.
| Gemeinde         | Anzahl Ortschaften | Einwohner (2014) |
| ---------------- | ------------------ | ---------------- |
| Achmeta          | 2 1                | 6                |
| Chalazani        | 5                  | 1492             |
| Dschoqolo        | 3                  | 1405             |
| Duissi           | 2                  | 2690             |
| Kasriszqali      | 1                  | 214              |
| Kistauri         | 9 2                | 2706             |
| Kwemo Alwani     | 2                  | 2626             |
| Maghraani        | 3                  | 921              |
| Matani           | 1                  | 4451             |
| Oschio           | 3                  | 1236             |
| Sakobiano        | 7                  | 1175             |
| Schachwetila     | 8 2                | 181              |
| Semo Alwani      | 2                  | 3351             |
| Semo Chodascheni | 7                  | 1855             |
| Tuscheti (Omalo) | 52 3               | 47               |

## Sehenswürdigkeiten
In der Munizipalität befinden sich bekannte Baudenkmäler, wie die Burgen Bachtrioni und Kwetera sowie die Klöster Alawerdi und Matanier Zchrakara.